# キーターギリ経
キーターギリ経（キーターギリきょう、巴: Kīṭāgiri-sutta, キータギリ・スッタ）とは、パーリ仏典経蔵中部に収録されている第70経。『枳吒山邑経』（きたくさんゆうきょう）、『阿湿貝経』（あしつかいきょう）とも。
類似の伝統漢訳経典としては、『中阿含経』（大正蔵26）の第195経「阿湿貝経」がある。
釈迦が、キーターギリ（キーター山）で比丘たちに心得を説く。

## 構成

### 登場人物
- 釈迦
- アッサジ（阿湿貝）
- プナッパスカ

### 場面設定
ある時、釈迦たちはカーシー国のキーターギリ（キーター山）に滞在していた。
そこで釈迦は、アッサジとプナッパスカを呼び出し、午後にも食事を摂っているのか質すと、彼らはそれを認める。
釈迦は彼らに戒律を守ることの重要性を説き、もし修行が完成して解脱した者となっているのであれば「不放逸になすべきことなし」と述べるであろうと説く。
さらに煩悩を絶って無学に至るまでの七つの段階（七聖者）などを説く。

Sattime bhikkhave puggalā santo saṃvijjamānā lokasmiṃ. Katame satta: 

ubhatobhāgavimutto paññāvimutto kāyasakkhī diṭṭhappatto1 saddhāvimutto dhammānusārī saddhānusārī.
比丘たちよ、これら七（種類）の人が世間に見られる。いかなる七か。

倶分解脱、慧解脱、身証、見至、信解、法随行、信随行である。
Katamo ca bhikkhave puggalo ubhatobhāgavimutto: 

idha bhikkhave ekacco puggalo ye te santā vimokkhā atikkamma rūpe āruppā te kāyena phassitvā2 viharati, paññāya cassa disvā āsavā parikkhīṇā honti. Ayaṃ vuccati bhikkhave puggalo ubhatobhāgavimutto.

Imassa kho ahaṃ bhikkhave bhikkhuno na appamādena karaṇīyanti vadāmi. Taṃ kissa hetu: kataṃ tassa appamādena abhabbo so pamajjituṃ.
では比丘たちよ、いかなる人が倶分解脱であるか。

ある人は、色界を超えて無色界に触れ住している（禅定）、さらに智慧によって煩悩を滅尽している。これを倶分解脱と呼ぶ。

私は彼に「不放逸になすべきことなし」という。それはなぜか。彼はすでに不放逸になされており、再び放逸となることはあり得ないためである。

さらに四預流支を上げ、どのような順で法随法行（預流の前段階）を得るのかを説く。

Kathañca bhikkhave anupubbasikkhā anupubbakiriyā anupubbapaṭipadā aññārādhanā hoti: 

idha bhikkhave saddhājāto upasaṅkamati, upasaṅkamanto payirupāsati, payirupāsanto sotaṃ odahati, ohitasoto1 dhammaṃ suṇāti, sutvā dhammaṃ dhāreti, dhatānaṃ dhammānaṃ atthaṃ upaparikkhati, atthaṃ upaparikkhato dhammā nijjhānaṃ khamanti, dhammanijjhānakkhantiyā sati chando jāyati, chandajāto ussahati, ussahitvā2 tuleti, tulayitvā padahati, pahitatto3 samāno kāyena ceva paramaṃ saccaṃ sacchikaroti, paññāya ca naṃ paṭivijjha4 passati.
では比丘たちよ、開悟の達成のためには、どのような順次の学び、順次の所作、順次の行道があるのか。

比丘たちよ、ここに信心を備えた者が（師に）近づく。近づいて、敬い仕える。（＝善士親近）

敬い仕えて（教えに）耳を傾ける。耳を傾けて法を聞く。（＝正法聴聞）

聞いて法を保持する。保持された法の意義を考察する。（＝如理作意）

意義を考察する者は、法を受け入れるいことに耐えられる。法を受け入れた者には意欲が生まれる。意欲が生まれ敢行する。敢行して考量する。考量し精勤する。（＝法随法行）

自ら精勤し、身をもって最高の諦を実証し、また慧をもって洞察して観る。

彼らは歓喜する。

## 日本語訳
- 『南伝大蔵経・経蔵・中部経典2』（第10巻） 大蔵出版
- 『パーリ仏典 中部（マッジマニカーヤ）中分五十経篇I』 片山一良訳 大蔵出版
- 『原始仏典 中部経典2』（第5巻） 中村元監修 春秋社